# Бодорой
Бодоро́й — упразднённый участок в Зиминском районе Иркутской области России. Входил в состав Харайгунского муниципального образования.

## География
Находится примерно в 34 км к западу от районного центра.

## История
По данным на 1966 год, входил в состав Филипповского сельсовета Зиминского района.
Упразднён в 2014 году. 

## Население
По данным Всероссийской переписи в 2010 году в населённом пункте проживало 4 человека (3 мужчины и 1 женщина). На 1 июля 2012 года избирателей не учтено.